# 南阳月季博览园
南阳月季博览园是位於中華人民共和國河南省南陽市卧龙区七里园乡的一個展出月季的園林，自稱是中華人民共和國最大的月季主题游园。該園一期面积1000余亩，內有月季品种1200余种。南阳月季博览园於2010年創建。2015年被评为AAA级景区。2021年5月12日，习近平来到南阳月季博览园考察。